# Chang Heng (cràter)
Chang Heng és un cràter d'impacte localitzat a la cara oculta de la Lluna, a menys d'un diàmetre al nord-est del cràter Fleming.

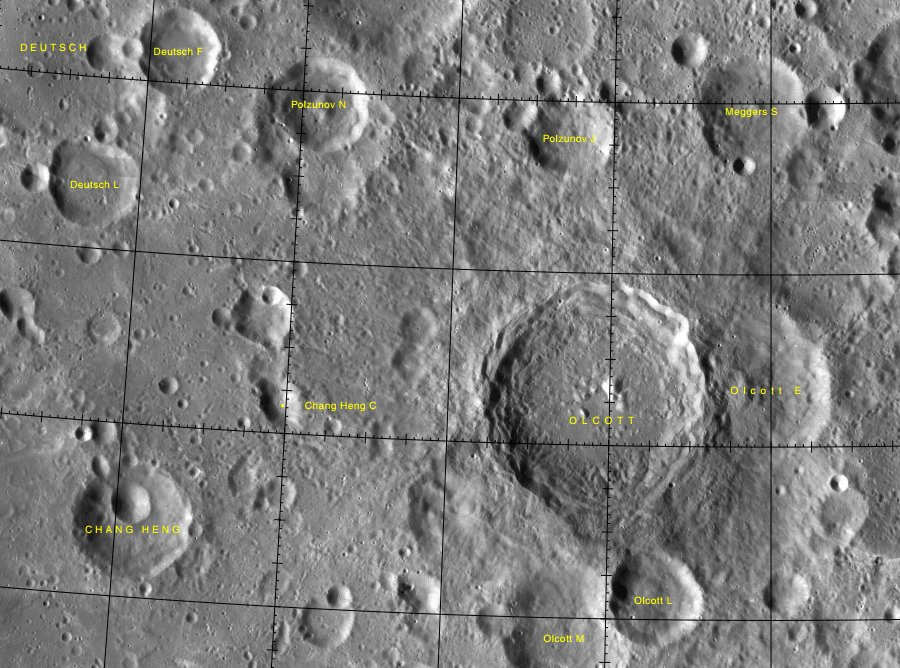
Localització de Chang Heng (inferior esquerra de la imatge)
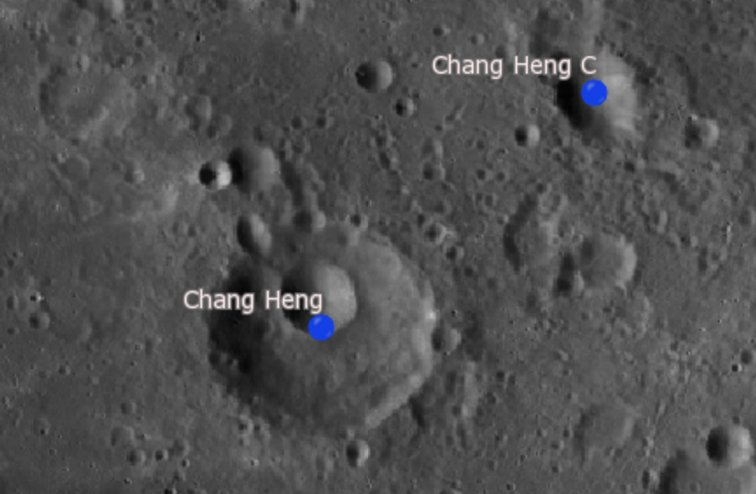
Cràters satèl·lit
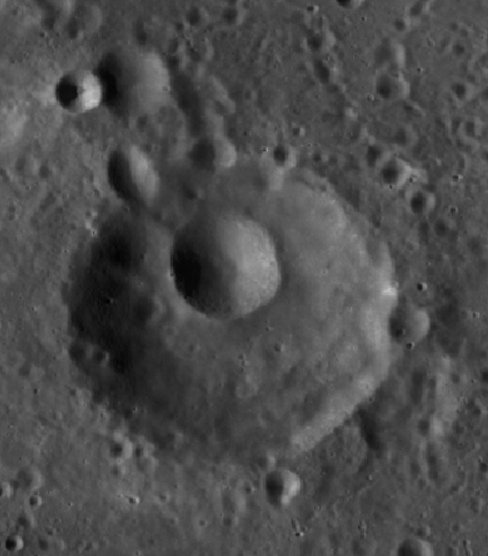
Fotografía de la misión Lunar Reconnaissance Orbiter

La vora d'aquest cràter està una mica erosionada, amb un parell de petits cràters al llarg de la vora nord i altres impactes de mida reduïda ubicats al llarg de les vores sud i est. El sòl interior conté un petit cràter força centrat, que abasta aproximadament un terç del diàmetre de Chang Heng.

## Cràters satèl·lit
Per convenció aquests elements són identificats en els mapes lunars posant la lletra en el costat del punt central del cràter que està més proper a Chang Heng.
| Chang Heng | Coordenades                            | Diàmetre |
| ---------- | -------------------------------------- | -------- |
| C          | 20° 24′ N, 114° 00′ E / 20.4°N,114.0°E | 25 km    |